# Основной закон: Правительство
Основной закон: Правительство (ивр. חוק יסוד: הממשלה‎) — один из основных законов Израиля, определяющий состав правительства Израиля, его функции и полномочия. Закон является защищенным, и для его изменения требуется поддержка как минимум 61 депутата. В первый раз Основной Закон был принят в 1968 году и с тех пор дважды полностью заменялся, а в его текущую версию вносились поправки двенадцать раз.

## История
Закон был впервые принят Кнессетом шестого созыва 13 августа 1968 года. В первоначальный закон вносились поправки 9 раз.
Закон был заменен Кнессетом 12-го созыва 18 марта 1992 года с целью изменения метода избрания премьер-министра на метод прямого выбора. Во второй закон вносились поправки 10 раз.
Закон был изменён 15-м Кнессетом ещё раз 7 марта 2001 года, чтобы отменить метод прямых выборов. В 2014 году в закон были внесены поправки, ужесточающие вотум недоверия и превращающие его в конструктивное недоверие.
В мае 2015 года, в рамках подготовки к созданию тридцать четвёртого правительства Израиля, в Основной закон были внесены изменения «временным указом», в котором говорится, что в этом правительстве не будут действовать ограничения на количество министров и количество заместителей министров. В другом раз, к сроку полномочий Кнессета 20-го созыва, в Основной закон были внесены поправки как часть «Норвежского закона».
В рамках подготовки к созданию тридцать пятого правительства Израиля была одобрена поправка к Основному закону, позволяющая создать ротационное правительство, которое в течение своего срока будет поочередно возглавляться депутатом Кнессета, который сформировал правительство и в дальнейшем другим депутатом Кнессета. В некоторых случаях сменный премьер-министр заменит действующего премьер-министра без отставки правительства.
В рамках подготовки к созданию тридцать седьмого правительства Израиля была одобрена поправка к Основному закону, позволяющая реализовать коалиционные соглашения:
- В пункте, гласящем: «Ни один человек, осужденный за преступление и приговоренный к тюремному заключению, не может быть назначен министром», слово «тюремное заключение» было заменено словами «фактическое тюремное заключение», чтобы разрешить назначение Арье Дери на должность министра, несмотря на условный срок тюремного заключения, к которому он был приговорен.
- Был добавлен раздел 24א, в котором говорилось: «В министерстве, которое контролируется министром, может быть назначен дополнительный министр, который будет нести ответственность, подчиняясь министру, отвечающему за министерство, за определённые области в сферах деятельности министерства»[7].

## Принципы закона
Главы 1-4 : Правительство является исполнительной властью государства, резиденция правительства — Иерусалим, правительство действует на основании доверия Кнессета и несет перед ним совместную ответственность, каждый министр несет ответственность перед премьер-министром за выполнение своих обязанностей.
Главы 5-6 : Правительство будет состоять из премьер-министра, который также будет депутатом Кнессета, министров, которые не обязательно должны быть членами Кнессета, а в ротационном правительстве — также сменного премьер-министра. Каждый министр должен быть гражданином и резидентом Израиля. Лицо, осужденное за совершение преступления и приговоренное к фактическому лишению свободы и если на день его назначения ещё не исполнилось семи лет со дня окончания отбывания им наказания в виде лишения свободы или со дня вынесения приговора, в зависимости от того, что наступит позже, не может быть назначен министром, если только председатель Центральной избирательной комиссии не установит, что он не имеет того правонарушения, за которое он осужден, по обстоятельствам дела, из-за бесчестия. В тридцать пятом правительстве Израиля число министров должно было быть ограничено 19, но этот подраздел был отменен до формирования правительства.
Глава 7: Чтобы сформировать новое правительство , Президент государства после консультации с представителями фракций в Кнессете поручает задачу формирования правительства одному из депутатов Кнессета, который согласился на эту задачу; Президент выполнит эти функции в течение семи дней со дня опубликования результатов выборов или со дня формирования оснований для формирования нового правительства, а в случае смерти премьер-министра — в течение 14 дней со дня смерти.
Глава 8: Депутату Кнессета, которому Президент государства поручил задачу формирования правительства в соответствии со статьей 7, предоставляется период в 28 дней для выполнения своих обязанностей; Президент может продлить этот период на дополнительные периоды при условии, что они вместе не превышают 14 дней.
Глава 9: Если срок, предусмотренный статьей 8, прошел, и депутат Кнессета не проинформировал Президента государства о том, что он сформировал правительство, или не сообщил ему ранее, что он не может сформировать правительство, или не представил Правительство и Кнессет отклонили просьбу выразить ему доверие согласно статье 13(ד), то Президент поручит сформировать правительство другому депутату Кнессета, который сообщил президенту, что он готов принять эту должность, или проинформирует председателя Кнессета о том, что он не видит возможности формирования правительства, и всё это в течение трех дней со дня истечения срока или со дня, когда член Кнессета объявляет, что он не может сформировать правительство, или со дня отклонения запроса о вотуме доверия в правительстве, в зависимости от обстоятельств. Депутат Кнессета, которому поручено сформировать правительство в соответствии с этим разделом, имеет срок в 28 дней для выполнения своих обязанностей.
Глава 10: Если Президент государства проинформировал председателя Кнессета в соответствии со статьей 9, что он не видит возможности формирования правительства, или поручил задачу формирования правительства депутату Кнессета в соответствии с этим разделом, и депутат Кнессета не проинформировал Президента в течение 28 дней о том, что он сформировал правительство, или сообщил ему ранее, что он не может сформировать правительство или представил правительство, и Кнессет отклонил просьбу выразить ему доверие согласно статье 13(ד), то большинство членов Кнессета могут в письменной форме обратиться к президенту государства с просьбой передать эту должность определённому депутату Кнессета, который дал на это письменное согласие, и всё это в течение 21 дня. Депутат Кнессета, которому поручено сформировать правительство в соответствии с этим разделом, имеет срок в 14 дней для выполнения своих обязанностей.
Глава 13(ד): Как только правительство будет собрано, оно предстанет перед Кнессетом и будет должно объявить основные направления своей политики, состав и распределение должностей между министрами и запросить вотум доверия; Правительство будет сформировано, когда Кнессет выразит ему доверие, и с этого момента министры вступят в должность.
Глава 16: Пока премьер-министр отсутствует в стране или не может выполнять свои обязанности, его заместитель будет председательствовать на заседаниях правительства. Если у него нет заместителя, правительство назначит министра, который также является депутатом Кнессета, его заместителем. Только правительство имеет право объявить импичмент премьер-министру, и то только по состоянию здоровья. Заявление будет принято большинством в три четверти министров, и если премьер-министр выступит против объявления импичмента, то потребуется поддержка 90 членов Кнессета.
Главы 17-18: Только юридический советник правительства может принять решение о начале расследования и предъявлении обвинения премьер-министру. Суд над премьер-министром будет проводиться в окружном суде в составе трех судей. Если суд признал премьер-министра виновным в скандальном преступлении и если Кнессет не объявил премьер-министру импичмент большинством голосов после предоставления ему возможности представить свои аргументы, его полномочия будут прекращены, а его правительство будет распущено и тогда приговор станет окончательным.
Глава 19: Премьер-министр может, проинформировав правительство о своем намерении сделать это, уйти в отставку, подав заявление об отставке Президенту государства; Отставка премьер-министра обозначает также отставку всего правительства.
Глава 20: Если премьер-министр умирает, считается, что правительство ушло в отставку в день его смерти. Если премьер-министру постоянно мешают выполнять свои обязанности, правительство рассматривается так, как будто оно ушло в отставку на 101-й день, после того как другой депутат Кнессета вступает в должность вместо него.
Глава 23: Срок полномочий министра истечет в тот день, когда он будет признан судом виновным в скандальном преступлении. Этот раздел не распространяется на премьер-министра.
Глава 24: Исполняющий обязанности министра
Глава 25: Регулирует назначения заместителей министра. Начиная с Кнессета 23-го созыва каждый министр может назначать двух заместителей министра вместо одного.
Глава 27  Срок полномочий заместителя министра истечет в тот день, когда он будет осужден судом за скандальное преступление.
Глава 28: Кнессет может выразить недоверие правительству. Выражение недоверия правительству будет принято решением Кнессета, принятым большинством его депутатов, выразить доверие другому правительству, объявившему основные направления своей политики, его состав и распределение обязанностей между министрами, как указано в разделе 13(ד); Новое правительство будет сформировано, когда Кнессет выразит ему доверие, и с этого момента министры вступят в должность. Подробности подачи вотума недоверия правительству и его обсуждения определяются законом или уставом Кнессета ; Предложение должны внести не менее 61 депутата Кнессета, дебаты пройдут в кратчайшие сроки и не позднее, чем через неделю со дня его внесения.
Глава 29: Премьер-министр может (с согласия Президента), издать приказ о роспуске Кнессета. В этом случае правительство рассматривается как ушедшее в отставку сразу после опубликования данного приказа.
Глава 32: Правительство уполномочено от имени государства совершать любые действия, которые не поручены другому органу власти.
Глава 38: Если Кнессет посчитает, что в стране существует чрезвычайное положение, он может по собственной инициативе или по предложению правительства объявить чрезвычайное положение. Срок действия чрезвычайного положения будет установлен в нём, но не может превышать одного года; Кнессет может собраться повторно по окончании данного срока и объявить дополнительное чрезвычайное положение.
Глава 39: В чрезвычайной ситуации правительство может установить «чрезвычайные постановления» для защиты государства, общественной безопасности и существования основных товаров и услуг; Постановления о чрезвычайным правилах будут помещены на рассмотрение Комиссии по иностранным делам и безопасности Кнессета как можно скорее после их введения. Если премьер-министр считает, что созвать правительство невозможно и существует срочная и существенная необходимость принятия чрезвычайных постановлений, он может издавать такие постановления или уполномочить министра издавать постановления. Чрезвычайные постановления имеют право изменять любой закон, временно отменять его действие или устанавливать в нём условия, а также вводить или увеличивать налоги или другие обязательные платежи, за исключением случаев, когда в законе нет иного положения. Постановления о чрезвычайным правилах не имеют полномочий предотвращать обращение в суды, определять ретроактивное наказание или допускать оскорбление человеческого достоинства. Срок действия чрезвычайных постановлений истекает через три месяца после их введения, если только их действие не было продлено законом или они не были отменены Кнессетом в отдельном законе или решением большинства депутатов Кнессета.
Глава 40: В случае начала войны или проведение значительных военных действий, которые могут с вероятностью, близкой к определённой, привести к войне, будут осуществляться только по решению правительства. Поправка к Основному закону, одобренная Кнессетом 30 апреля 2018 года, позволила правительству делегировать эти полномочия комитету министров (военно-политическому кабинету), который должен принять такое решение в присутствии не менее половины его членов. В чрезвычайных обстоятельствах закон позволяет премьер-министру и министру обороны принимать решение при меньшем кворуме (в том числе при кворуме, состоящем только из их двоих). Эта поправка была отозвана 17 июля 2018 года.
Глава 41: Независимо от того, что указано в любом законе, чрезвычайные постановления не имеют права изменять настоящий Основной закон, временно отменять его действие или устанавливать в нём какие-либо условия.
Глава 44: Защищённая статья: Для изменения этого закона требуется большинство в размере не менее 61 депутата Кнессета на каждом этапе принятия закона на пленуме Кнессета (первое чтение, второе чтение и третье чтение).

### Сменное правительство
Глава 13א : Правительство, которое будет сформировано, может быть сменным правительством. Каждый министр и заместитель министра в сменном правительстве будет определяться как приверженец премьер-министра или сменного премьер-министра. Число министров, определяемых как приверженцы премьер-министра, будет идентичным числу министров, определяемых как приверженцы сменного премьер-министра; однако если число министров не будет равным, как указано выше, правительство утвердит механизм голосования, при котором сила голоса всех министров, являющихся приверженцами премьер-министра в правительстве, будет равнозначна силе голоса всех министров, являющихся приверженцами сменного премьер-министра, или правила относительно способа принятия решений, которые будут гарантировать вышеуказанное соотношение. Когда новое правительство будет сформировано, оно предстанет перед Кнессетом, объявит имена премьер-министра и сменного премьер-министра, дату ротации, личности министров и их приверженство, а также попросит вотум доверия: сменное правительство начнет свою работу с того момента, когда Кнессет выразит ему доверие, и с этого времени министры вступят в должность.
Глава 43א: Премьер-министр в сменном правительстве прекращает исполнять свои обязанности в течение периода до даты ротации, и ни в одном из случаев, предусмотренных законом, правительство не будет считаться ушедшим в отставку. Если премьер-министр в сменном правительстве перестанет исполнять свои обязанности по одной из перечисленных причин, сменный премьер-министр будет занимать его место в качестве премьер-министра в течение периода времени, в течение которого сменный премьер-министр должен был исполнять обязанности премьер-министра, со дня ротации до окончания срока полномочий Кнессета; Если Премьер-министр прекратил занимать свою должность по состоянию здоровья, а позднее состояние его здоровья позволяет ему вернуться на должность, то он вернется на должность премьер-министра. Если Премьер-министр прекращает исполнять свои обязанности — его фракция может избрать депутата Кнессета от этой фракции, и он попросит Кнессет о вотуме доверия, чтобы занять место Премьер-министра, срок полномочий которого истек, как указано, не позднее чем за неделю до окончания срока полномочий сменного премьер-министра на посту премьер-министра. Если премьер-министр в сменном правительстве по какой-либо причине перестанет исполнять свои обязанности после даты ротации, сменный премьер-министр займет его место.
Глава 43ב: Сменный премьер-министр в сменном правительстве будет исполняющим обязанности премьер-министра, и никакой другой исполняющий обязанности премьер-министра назначаться не будет.
Глава 43ג: Премьер-министр сменного правительства не может отстранить сменного премьер-министра от должности.
Глава 43ד: Премьер-министру сменного правительства не разрешается смещать со своей должности министра, связанного с сменным премьер-министром, без согласия сменного премьер-министра. Сменный премьер-министр в сменном правительстве может, проинформировав правительство о своем намерении сделать это, отстранить от должности связанного с ним министра. Если сменное правительство решило добавить в правительство ещё одного министра по предложению премьер-министра или сменного премьер-министра, то они должны проинформировать об этом Кнессет, о позиции дополнительного министра и о его приверженству к премьер-министру или сменному премьер-министра. В течение полномочий Кнессета двадцать третьего созыва сменное правительство может с одобрения Кнессета принять решение о назначении дополнительного министра в министерстве, возглавляемом министром, который будет нести ответственность, при условии, что министр, отвечающий за министерство — по отдельным направлениям деятельности министерства, и всё в соответствии с условиями, изложенными в постановлении правительства, и с согласия премьер-министра и сменного премьер-министра; Если правительство приняло решение о назначении министра, как упомянуто выше, оно проинформирует Кнессет о назначении, сферах ответственности дополнительного министра и его отношениях с премьер-министром или сменным премьер-министром.
Глава 43ה: Министр в сменном правительстве, отвечающем за министерство, может назначить в это министерство из числа депутатов Кнессета одного заместителя министра с согласия премьер-министра или сменного премьер-министра в соответствии с принадлежностью к нему ответственного министра и с одобрения нового правительства; В уведомлении правительства Кнессету о назначении заместителя министра правительство объявит о взаимоотношениях заместителя министра с премьер-министром или сменным премьер-министром. В течение полномочий Кнессета двадцать третьего созыва министр нового правительства может назначить двух заместителей министра. Премьер-министр может прекратить срок полномочий только связанного с ним заместителя министра, а сменный премьер-министр может прекратить срок полномочий только связанного с ним заместителя министра; Министр не может прекратить полномочия назначенного им заместителя министра, если принадлежность заместителя министра отличается от принадлежности министра.
Глава' 43ח: Если Кнессет решил выразить недоверие сменному правительству и выразить доверие другому правительству, премьер-министр и сменный премьер-министр сменного правительства, которому было выражено недоверие, не будут иметь права возглавлять другое правительство. правительство.
На срок полномочий двадцать третьего Кнессета состав сменного правительства сохраняется, и для его изменения требуется большинство в 70 членов Кнессета. В первоначальном законопроекте большинство составляло 75 депутатов Кнессета, но после критики со стороны Верховного суда и партий в Кнессете это число было сокращено.
Из-за отсутствия изменений во время полномочий двадцать третьего состава Кнессета в Основной закон были внесены поправки,  и было оговорено, что смены правительства также будут проводиться в следующих случаях:
- На следующий день после того, как Кнессет примет решение о своём роспуске.
- На следующий день после роспуска Кнессета, если закон о бюджете не был одобрен в срок, установленный для него соответствующем законе.

## Постановления Верховного суда
Основной закон правительства в его первоначальной версии не рассматривал вопрос о полномочиях премьер-министра одновременно выполнять функции министра, возглавляющего министерство. В Основной закон, принятый в 1992 году, был добавлен четкий раздел, уполномочивающий премьер-министра также выполнять функции министра, отвечающего за какое-либо конкретное министерство. С возвратом к предыдущей редакции в 2001 году этот раздел был исключен из закона в связи с возвращением к первоначальной форме закона 1968 года. В 2016 году Верховный суд большинством в четыре судьи вынес решение против мнения меньшинства судьи Ханана Мельцера о том, что премьер-министр может одновременно выполнять функции министра, отвечающего за определённое министерство.
По ходатайству партии «Еш Атид», в августе 2015 года Верховный суд постановил, что "институт «заместителя министра в статусе министра» не имеет юридической силы. После этого постановления заместитель министра здравоохранения Яаков Лицман был вынужден согласиться на назначение министром здравоохранения, чтобы продолжать возглавлять министерство здравоохранения. После того, как Лицман ушел с поста министра здравоохранения но пожелал вернуться в статус заместителя министра в этом министерстве, в январе 2018 года вышла поправка, позволяющая министру, отвечающий за министерство, делегировать свои полномочия заместителю министра этого министерства. Эта поправка позволила назначить Лицмана заместителем министра здравоохранения.